# 弘圣寺塔
弘圣寺塔位于云南省大理州大理市大理镇大理古城西南隅，建于大理国。弘圣寺又名“王舍寺”，因其一塔孤立，俗名“一塔寺”。明代时，弘圣寺已渐荒废，以其地建书院。现在塔前有清代的老君殿建筑群。
为十六级密檐方形砖塔，高43.87米。塔身下游低矮的石砌基台。第一层塔身用石板砌筑，塔身之上叠涩密檐十六级。辟塔门于塔身西面。塔门低矮，门楣有石雕佛像，可入塔内。塔内空筒分上下两层，底层塔心室中央原竖有木柱一根，明代即被盗走，嘉靖二十四年由郡守依原样补配。文革期间，明代之柱又被盗走。底层塔心室穹隆顶上部仍为空筒结构。其中置木梁二十根，分十层，每层两根，横竖相列，仰视为“井”字形，其作用为支撑塔壁的结构部件。弘圣寺塔与崇圣寺千寻塔、佛图寺塔同为方形密檐塔，具有唐代佛塔特征。其与前两者仍有较大区别：1）空筒结构分为上下两层，底层塔心室设木柱；2）叠涩出跳较短；3）檐下未砌出内凹曲线，略显僵直。弘圣寺塔在明代时，有过大的维修。塔门门楣石刻即是明代更换。1982年维修，出土塔藏文物500余件。

## 图片

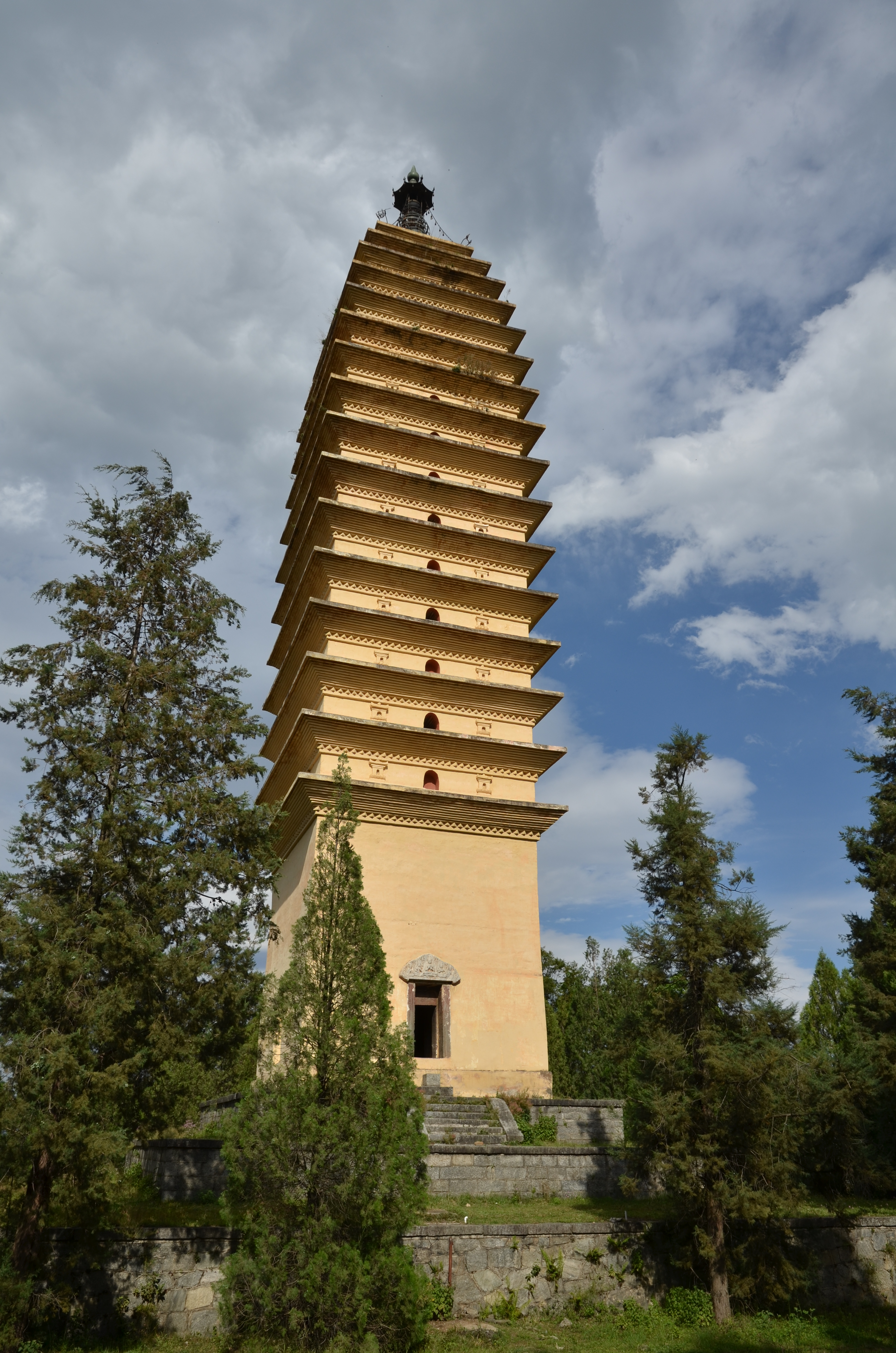
弘圣寺塔
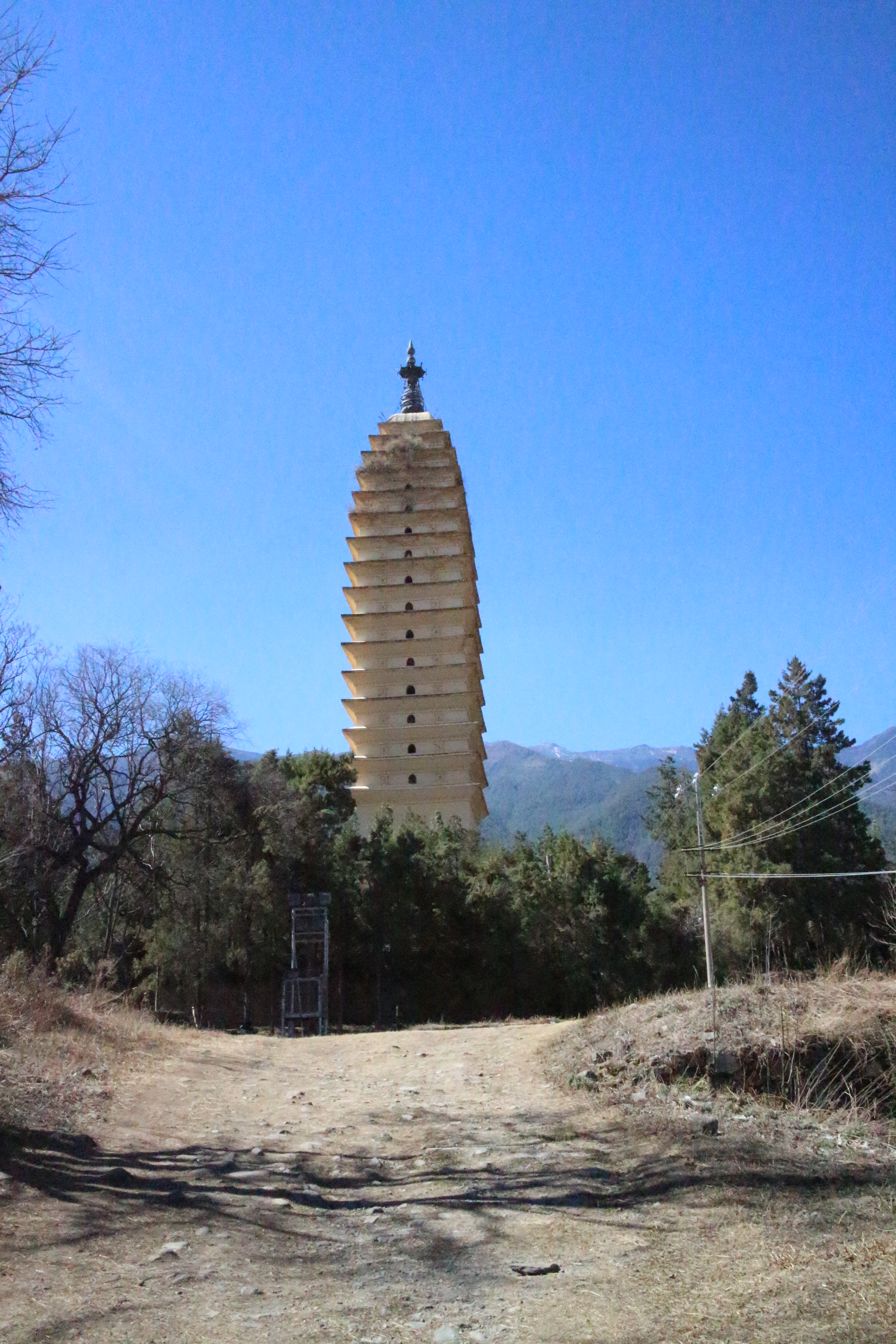
弘圣寺塔
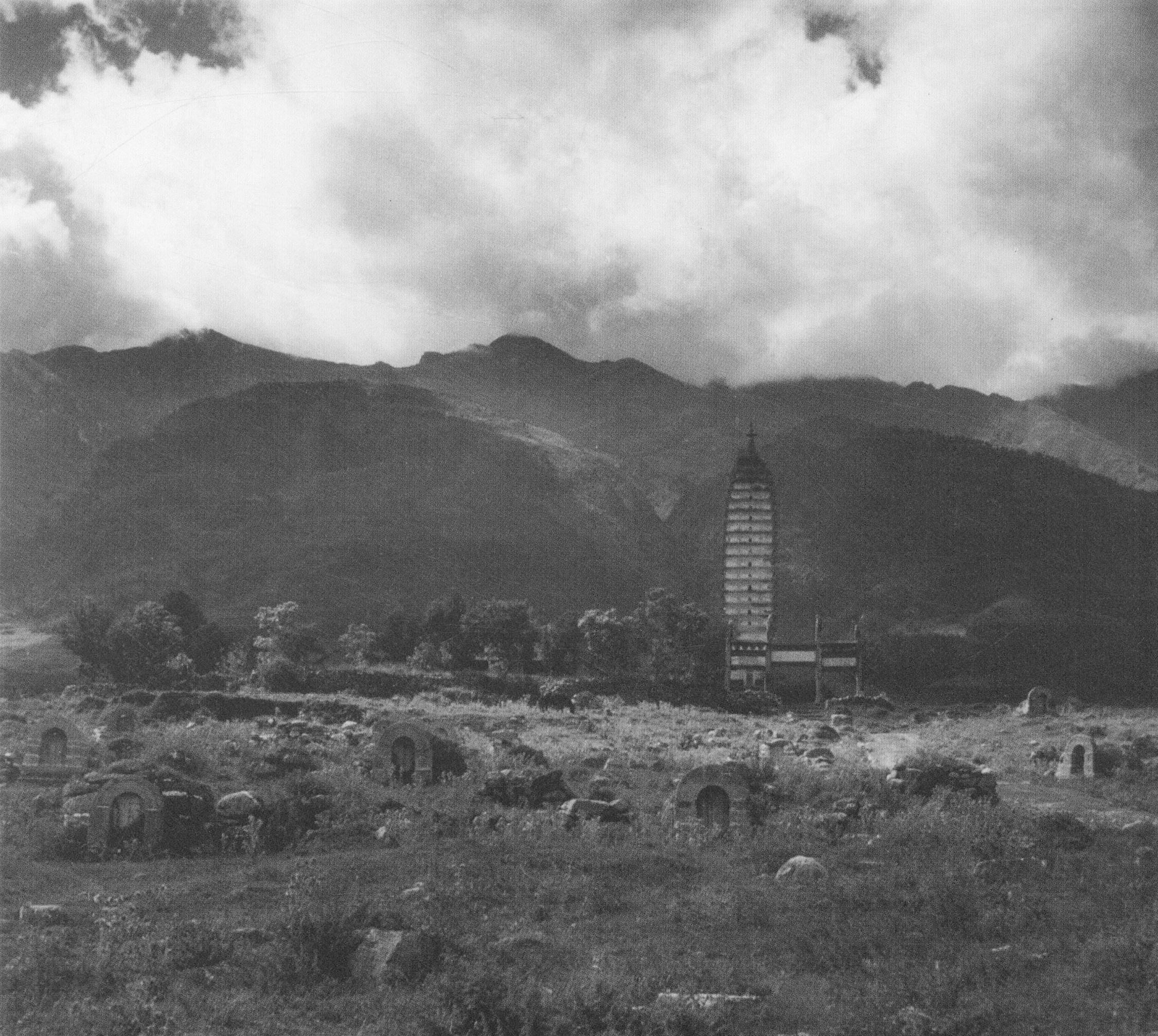
1930年代的弘圣寺塔
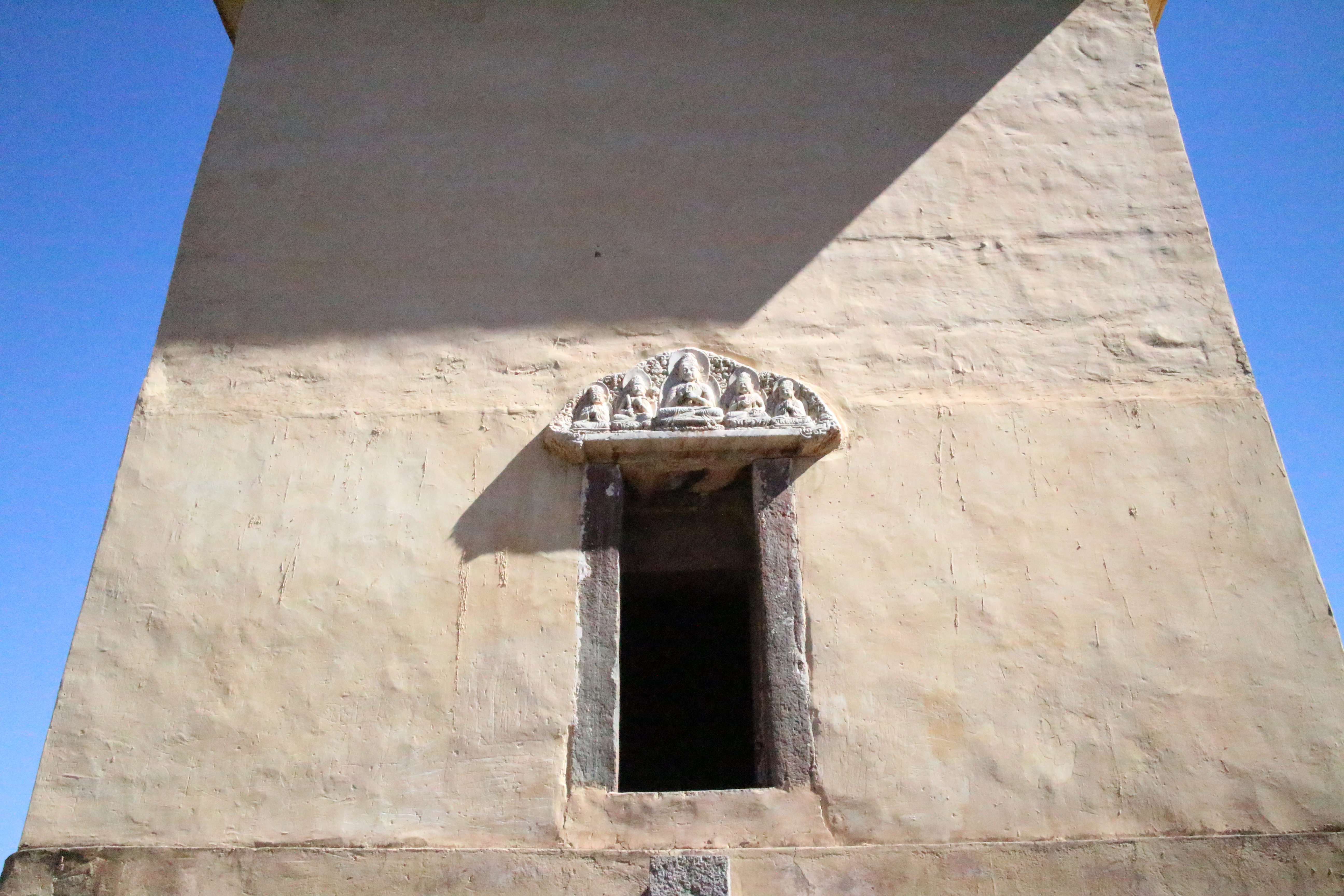
塔门门楣石刻（明代）
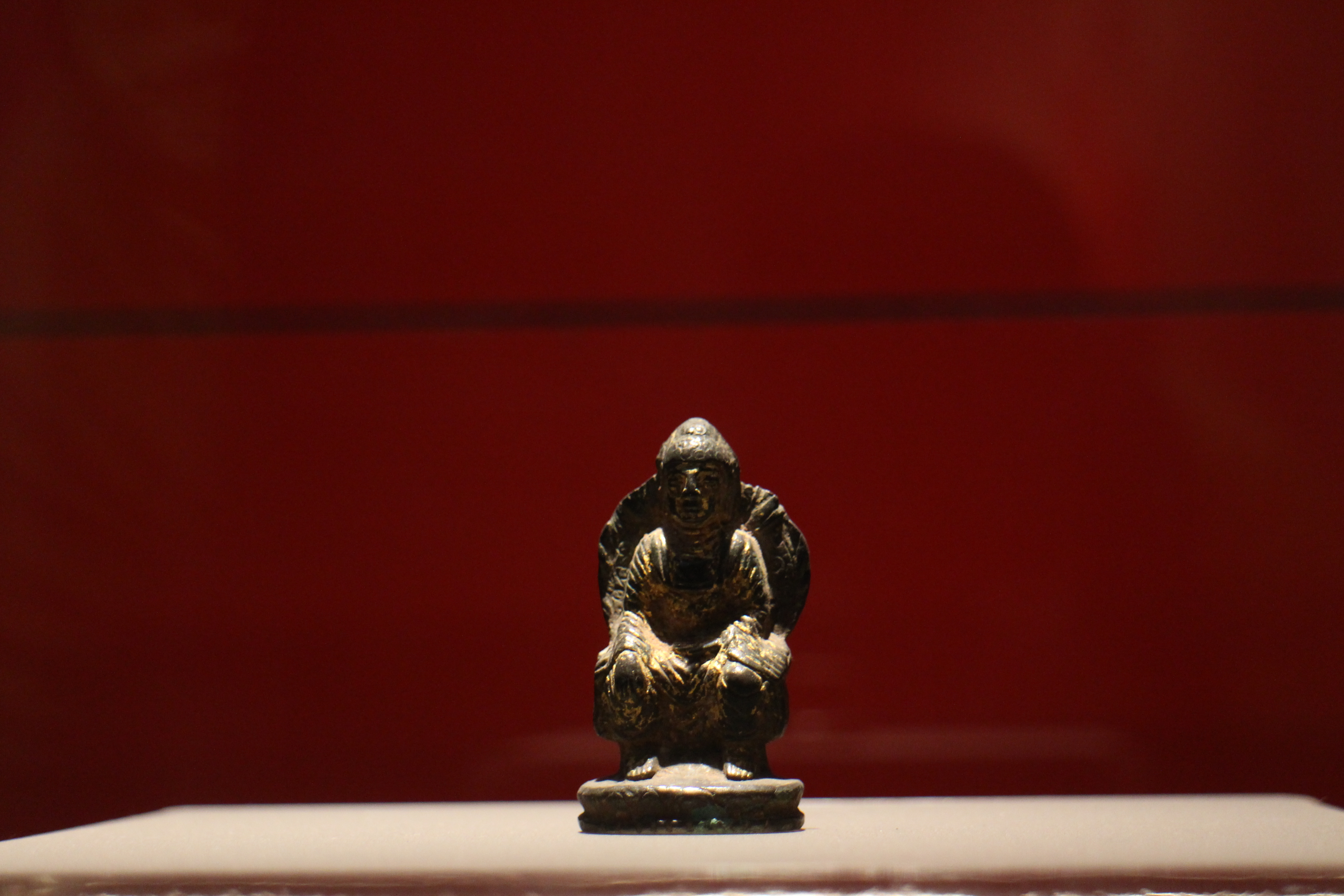
铜鎏金弥勒坐像（大理国）
元妙华莲花经
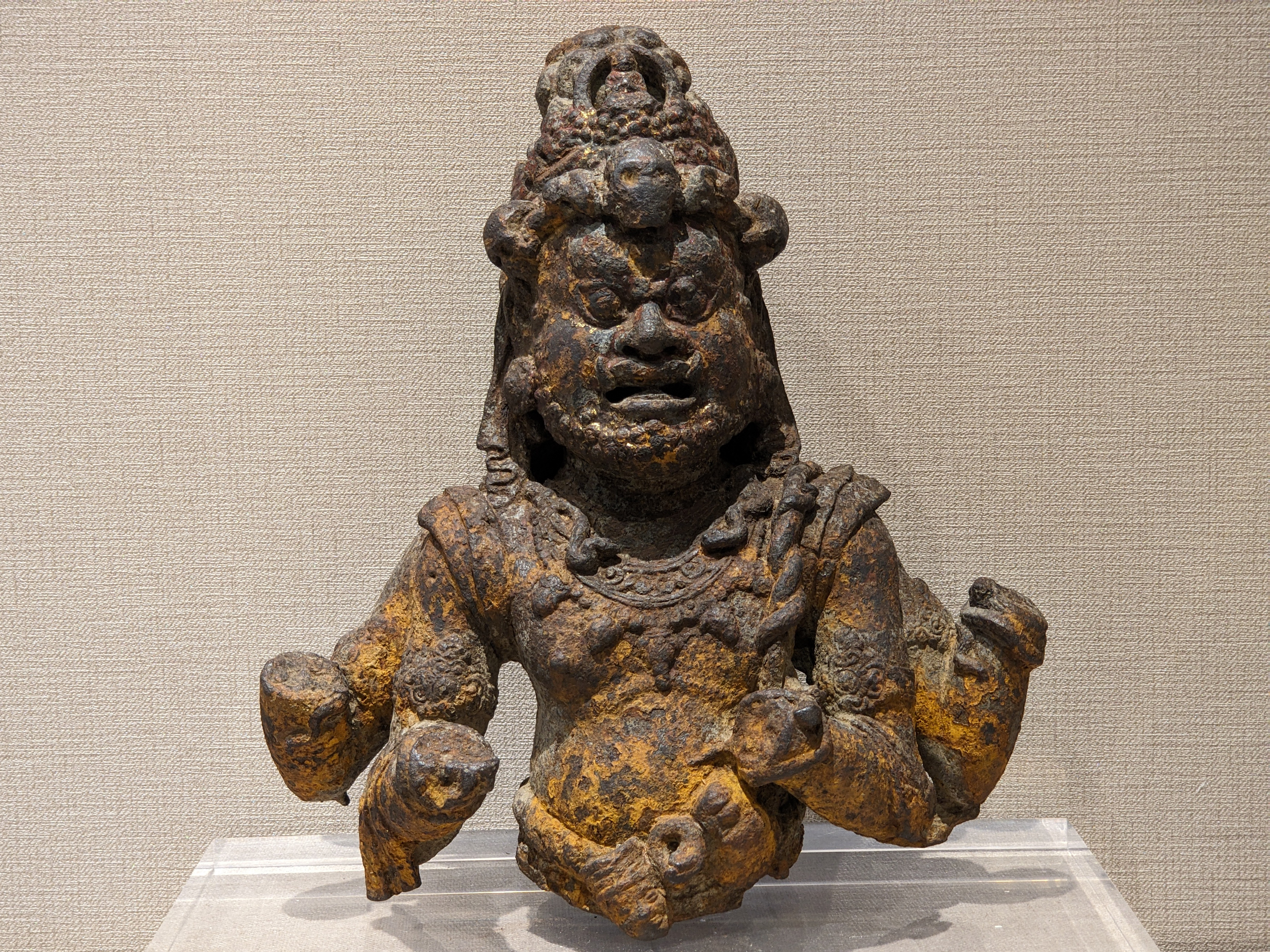
铁质天王头像
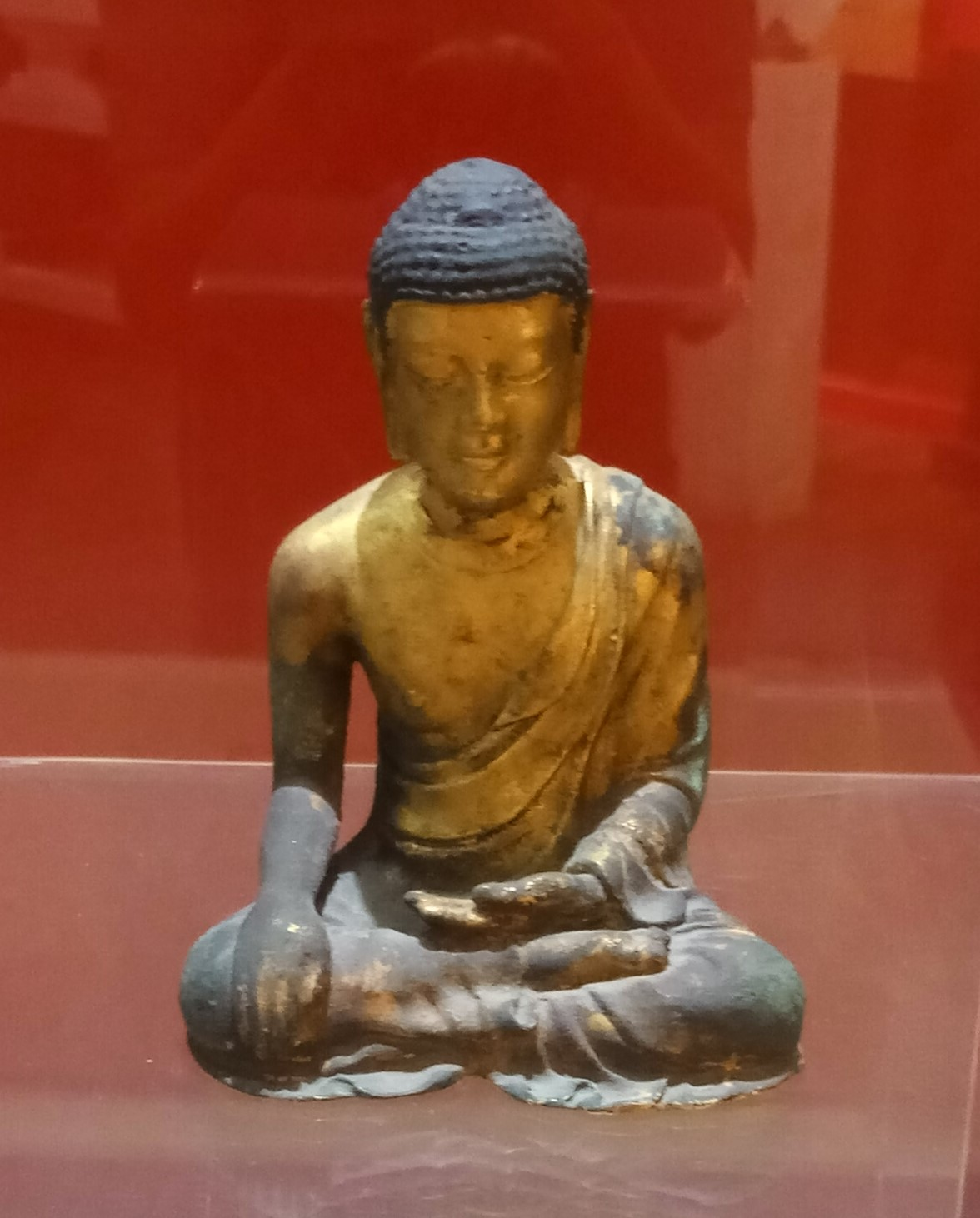
铜鎏金阿閦如来坐像
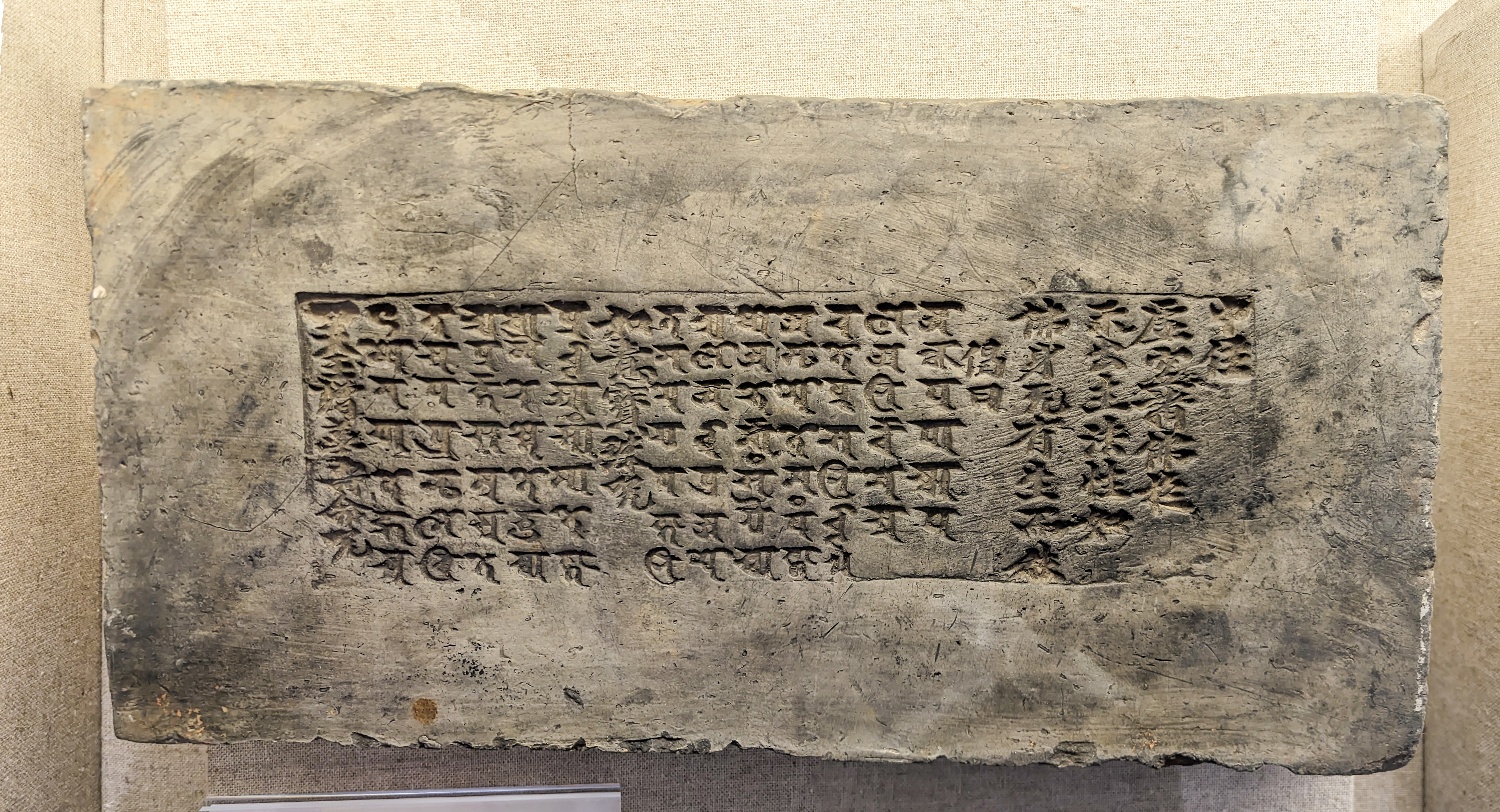
长方形梵文陶砖